# Körnerbock

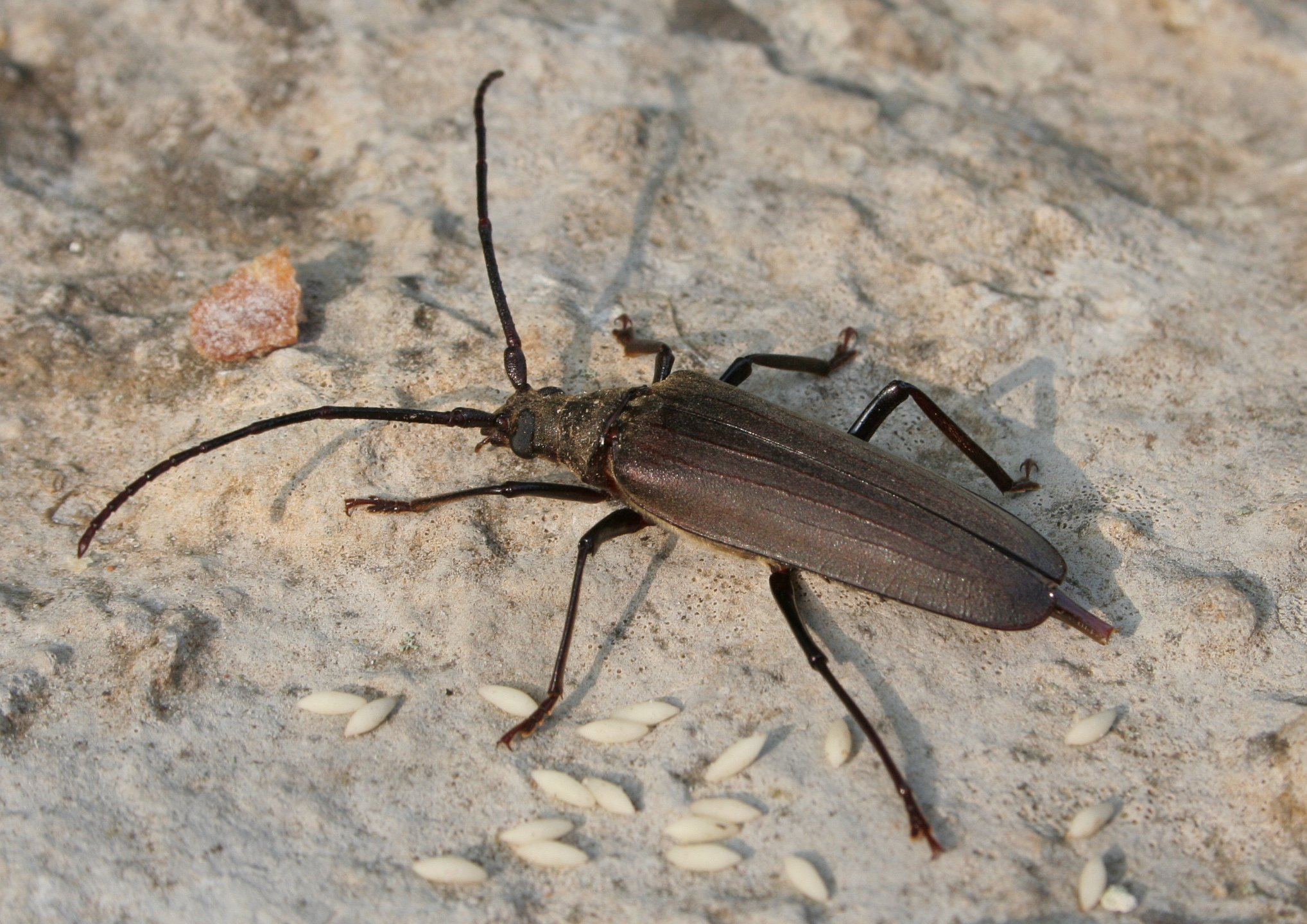
Weibchen mit Eiern

Der Körnerbock (Aegosoma scabricorne, Synonym: Megopis scabricornis) ist ein Käfer aus der Familie der Bockkäfer (Cerambycidae). Er ist der einzige seiner Gattung, der Breitböcke, in Europa.

## Merkmale
Die Körperlänge der mittelbraun gefärbten Imagines beträgt 30 bis 55 Millimeter. Der Halsschild ist glockenförmig und ohne Dorn. Die Flügeldecken haben drei bis vier Längsrippen. Die Fühlerglieder sind auffällig gekörnt, was namensgebend ist. Die langen Fühler, bei den Männchen länger als der Körper, sind leicht gebogen. Bei den Weibchen ist der Legeapparat deutlich zu erkennen.

## Verbreitungsgebiet
A. scabricorne ist vom Kaukasus über den Nahen Osten bis zum Mittelmeerraum und dem südlichen Mitteleuropa verbreitet. In Deutschland kommt er entlang des Oberrheins vor, von Südbaden über Rheinland-Pfalz bis zum Taunus in Hessen. Einzelfunde gibt es in Brandenburg. Des Weiteren gibt es einen Totfund ungeklärter Herkunft in der Nähe des oberbayerischen Abschnitts der Salzach.

## Lebensweise und Fortpflanzung
Der Körnerbock ist eine xylobionte Bockkäferart, die auf Altholz angewiesen ist. Er gilt als wärmeliebend und besiedelt lockere Laubbaumbestände, wie Hutewaldstrukturen, Lichtwälder, alte Parkanlagen, Alleen, Auwäldern und Streuobstwiesen. Die Larven entwickeln sich mit einer Dauer von mindestens drei, bis zu vier, Jahren in Laubbäumen wie Pappeln, Linden, Weiden, Kirschbäumen, Birn- und Apfelbäumen sowie Rotbuchen, Ahornen und Hainbuchen, in Südeuropa vor allem Kastanien. Eichen werden nicht besiedelt. Der Körnerbock bevorzugt starkes stehendes Totholz (ab 30 cm Durchmesser), besiedelt aber auch gerne anbrüchige und abgestorbene Teile noch lebender Baumexemplare. Besiedelte Bäume sind zu erkennen an typischen ovalen Schlupflöchern, deren größerer Durchmesser bis zu 20 mm beträgt.
Die Larven verpuppen sich im Zeitraum Frühling bis Frühsommer des Schlupfjahres. Die Imagines fliegen des Nachts in den wärmsten Monaten Juli und August aus, mit einem Radius von bis zu 250 Metern um ihren Brutbaum, um sich zu paaren. Tagsüber verstecken sich die nachtaktiven Käfer unter loser Rinde oder in den Larvenfraßgängen der Brutbäume und kommen in den ersten Nachtstunden an die Baumoberfläche hervor.

## Gefährdungsstatus
Die Art ist in Mitteleuropa sehr selten und gilt in Tschechien, der Schweiz, Österreich und Deutschland als vom Aussterben bedroht, mit besonderer Verantwortlichkeit in Baden-Württemberg (siehe Bense 2002: Rote Liste Totholzkäfer Baden-Württemberg).

## Sonstiges
A. scabricorne gilt als Urwaldstrukturzeiger. Er ist angewiesen auf eine weit zurückreichende Tradition von in Urwäldern häufigen, in der modernen Agrarlandschaft aber ausgesprochen seltenen Habitatstrukturen mit starkem, besonntem Laubbaum-Totholz und hat hohe Ansprüche an eine lang zurückreichende, kontinuierlich zur Verfügung stehende Bestandes- und Habitatstruktur. Die Art wird als eine mögliche Schirmart zum Schutz und zur Repräsentanz einer großen Reihe mittel- und südeuropäischer xylobionter Spezies gesehen.